# シャリュモー

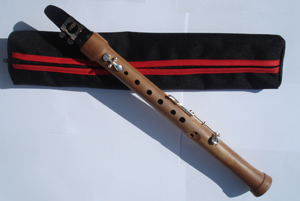
現代式の学校教育用シャリュモー

シャリュモー（仏: chalumeau）は、後期バロックから初期古典派の時代に用いられたシングルリードの木管楽器で、近代のクラリネットの前身となった民族楽器である。8個の指穴（7つは表側、1つは裏側）を有する円筒形の管と、1枚の葦製のリードが付く広いマウスピースを持つ。クラリネットと同じくシャリュモーのオーバーブローは12度である。
クラリネットの音域の区分で最低音域は、シャリュモーにちなんでシャリュモー音域と呼ばれる。

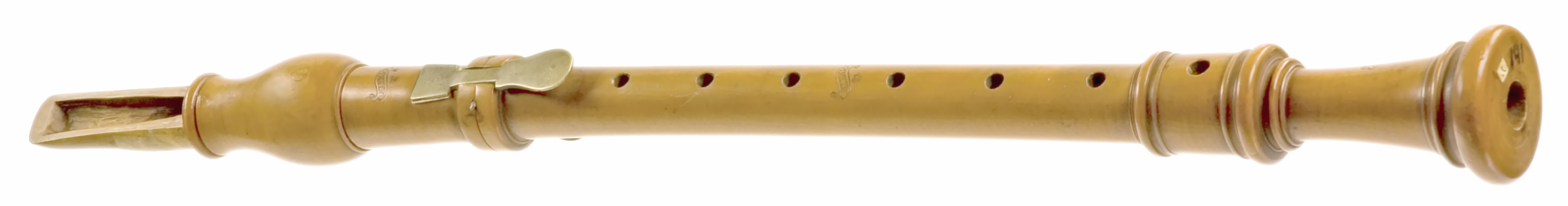
Klenig製作のシャリュモー（ストックホルム、1700年代初め） ※リードが付いていない状態